# Phorusrhacidae
Phorusrhacidae, eller terrorfåglar, var en familj stora flygoförmögna köttätande fåglar som tillhörde Sydamerikas topprovdjur under stora delar av den geologiska eran kenozoikum, som sträckte sig 65 miljoner år bakåt i tiden. De varierade i storleken mellan 1 och 3 meter. En av de största arterna Titanis walleri är känd från fossil i Nordamerika vilket är en av de få exemplen på en djurart som härstammar från Sydamerika och som spridit sig till Nordamerika efter att Panamanäset hade bildats. I Nordamerika har man ännu inte funnit några fossiler efter förfäder till T. walleri. Endast ett fåtal ben av T. walleri har funnits på några olika platser i Florida och på en plats utmed Texas kust. Inget helt skelett är känt av Nordamerikas enda art inom familjen Phorusrhacidae.
I vardagligt språk kallas familjen Phorusrhacidae för terrorfåglar på grund av att dessa stora fåglar var topprovdjur. Längst ut på deras vingar, som kunde sträckas ut som en lång arm, fanns en lång klo som fungerade som en köttkrok. De flesta av de mindre arterna och några av de större kunde springa mycket snabbt.
De närmaste levande släktingarna är de två arterna inom familjen seriemor som lever i Sydamerika. Tidigare trodde man att gruppen var besläktad med rallar och trappar och placerade dem därför i ordningen Gruiformes men DNA-studier ledda av forskaren Per Ericson vid Naturhistoriska riksmuseet i Stockholm har visat att seriemorna och därmed terrorfåglarna är nära släkt med falkfåglar (Falconiformes) På grund av detta placeras numera gruppen i den egna ordningen Cariamiformes.
Ett nytt fossil hittades 2006 av en ny art vid namn kelenken. Den tillhörde familjen Phorusrhacidae och hittades i Patagonien. Denna art hade en skalle på 75 cm och är därmed den största skalle som någonsin hittats på en fågel.

## Taxonomi
Enligt Alvarenga & Höfling (2003), delas de kända fossilen inom familjen in i fem underfamiljer, som omfattar 13 släkten och 17 arter:
- Underfamilj Brontornithinae – giganter, över två meter höga
  - Brontornis
    - Brontornis burmeisteri

  - Physornis
    - Physornis fortis

  - Paraphysornis
    - Paraphysornis brasiliensis
- Underfamilj Phorusrhacinae – giganter som var över tre meter höga och var något större och mer lättrörliga än arterna inom underfamiljen Brontornithinae
  - Phorusrhacos
    - Phorusrhacos longissimus

  - Devincenzia
    - Devincenzia pozzi

  - Titanis
    - Titanis walleri
- Underfamilj Patagornithinae – medelstora, snabba och mycket lättrörliga arter cirka 1,5 meter höga
  - Patagornis
    - Patagornis marshi

  - Andrewsornis
    - Andrewsornis abbotti

  - Andalgalornis
    - Andalgalornis steulleti
- Underfamilj Psilopterinae – små arter , cirka 70–100 centimeter höga
  - Psilopterus
    - Psilopterus bachmanni
    - Psilopterus lemoinei
    - Psilopterus affinis
    - Psilopterus colzecus

  - Procariama
    - Procariama simplex

  - Paleopsilopterus
    - Paleopsilopterus itaboraiensis
- Underfamilij Mesembriornithinae – medelstora arter, 1–1,5 meter höga
  - Mesembriornis
    - Mesembriornis milneedwardsi
    - Mesembriornis incertus

Alvarenga & Höfling inkluderar inte underfamiljen Ameghinornithinae och arten Aenigmavis sapea från Europa i familjen Phorusrhacoidae.